# Tempel des Schreckens
Tempel des Schreckens ist ein semikooperatives Karten- und Bluffspiel des japanischen Spieleautors Yūsuke Satō, das 2016 bei Schmidt Spiele erschienen ist. Es baut auf dem ebenfalls von Sato entwickelten Spiel TimeBomb auf, das 2014 in Japan und 2015 international erschienen ist. 2016 erschien es zudem unter dem Titel Don't Mess with Cthulhu. Das Spiel basiert auf einem Verrätermechanismus, bei dem einzelne oder mehrere Mitspieler gegen die restlichen Spieler mit einem gemeinsamen Ziel spielen, und ähnelt darin Spielen wie Saboteur oder Die Werwölfe von Düsterwald.
Das Spiel wurde im Mai 2017 auf die Empfehlungsliste zum Spiel des Jahres 2017 aufgenommen.

## Spielweise
Bei dem Spiel Tempel des Schreckens geht es um eine Schatzsuche im „Tempel des Schreckens“, bei der mehrere Schatzsucher versuchen, alle Goldschätze des Tempels zu finden. Allerdings versuchen Tempelwächterinnen, die sich unter die Abenteurer gemischt haben, dies zu verhindern und die Goldsucher auf falsche Fährten und in Fallen zu locken. Das Spielmaterial besteht aus einem Kartendeck mit insgesamt 50 Schatzkammer-Karten, von denen 37 leere Kammern, 10 Schatzkammern mit Goldschatz und drei Räume mit Feuerfallen zeigen. Hinzu kommen 11 Rollenkarten, davon 7 Abenteurer und 4 Wächterinnen, eine Schlüsselkarte, eine Aufteilungskarte und eine Übersichts-Karte.
Das Spielziel der Abenteurer ist es, innerhalb von vier Runden alle Goldschätze im Tempel zu finden. Gelingt ihnen das, haben sie das Spiel gewonnen. Die Wächterinnen gewinnen, wenn es den Abenteurern nicht gelingt oder diese alle im Spiel befindlichen Feuerfallen ausgelöst haben.

### Spielablauf
Zum Beginn des Spiels werden die Rollen der Spieler festgelegt. Dabei werden abhängig von der Spielerzahl Wächterinnenkarten unter die Abenteurerkarten gemischt und jeder Spieler erhält eine Karte, die er sich anschaut und verdeckt vor sich ablegt. Jeder Spieler spielt seine Rolle im Spiel entsprechend der Karte und ist entweder Abenteurer oder Wächterin. Nach der Ausgabe bleibt gegebenenfalls eine Karte übrig, die unbesehen aus dem Spiel genommen wird; die genaue Zahl der Wächterinnen und Abenteurer ist in diesen Fällen nicht bekannt, es sind jedoch immer mindestens zwei Wächterinnen im Spiel. Nach den Rollenkarten werden auch die Schatzkammer-Karten abhängig von der Spieleranzahl zusammengestellt und verteilt, überzählige Karten kommen aus dem Spiel. Jeder Spieler erhält verdeckt fünf Karten, die er sich zuerst geheim anschaut und danach mischen und verdeckt vor sich ablegen muss. Damit weiß jeder Spieler zwar, wie sich seine Karten zusammensetzen, nicht jedoch, wo genau Goldschätze und Fallenkarten liegen.
Das Spiel beginnt beim Startspieler, der die Schlüsselkarte erhält. Der Schlüssel-Spieler versucht nun herauszufinden, wo sich die Schatzkarten befinden und befragt dafür die Mitspieler, wie viele Schatz- und Fallenkarten sie jeweils haben. Alle Spieler können nun die Wahrheit sagen oder auch lügen und bluffen, je nachdem, welche Rolle sie spielen. Vor allem die Wächterinnen werden versuchen, die Schlüssel-Spieler zu Fallenkarten zu locken, auf Zeit zu spielen und zugleich Goldschätze zu verbergen. Der Schlüssel-Spieler wählt entsprechend der Angaben einen Raum eines Mitspielers aus und legt den Schlüssel an, diese Karte wird umgedreht und kann entweder ein leerer Raum, ein Goldschatz oder eine Falle sein. Der Spieler, dessen Raum gewählt wurde, wird der neue Schlüssel-Spieler und muss den nächsten Raum öffnen.
In jeder Runde werden so viele Räume geöffnet, wie Mitspieler am Tisch sind. Danach werden die geöffneten Raumkarten offen und sortiert in die Tischmitte gelegt, der Rest der Karten wird eingesammelt, gemischt und neu ausgeteilt. Jeder Spieler erhält eine Karte weniger als in der Vorrunde, schaut sich die Karten wieder an und mischt sie, bevor er sie erneut verdeckt vor sich auslegt. Der Schlüssel-Spieler der neuen Runde ist der Spieler, bei dem in der vorigen Runde zuletzt ein Raum geöffnet wurde.
Das Spiel endet, wenn
- alle Feuerfallen im Spiel aufgedeckt wurden, dann haben die Wächterinnen gewonnen.
- alle Goldschätze im Spiel gefunden wurden, dann haben die Abenteurer gewonnen.
- nach vier Runden nicht alle Goldschätze gefunden wurden, dann haben die Wächterinnen gewonnen.

Nachdem die Gewinner feststehen, decken alle Spieler ihre Rollenkarten auf und geben damit ihre Identität zu erkennen.

## Entwicklung und Rezeption
Das Kartenspiel Tempel des Schreckens wurde unter dem Namen TimeBomb von dem japanischen Spieleautor Yūsuke Satō entwickelt und 2014 bei New Board Game Party (新ボードゲーム党) in Japan veröffentlicht. 2015 erschien es bei minimalGames und New Board Game Party in einer multilingualen Version auf Englisch, Deutsch, Französisch und Japanisch, und 2016 erschien bei IELLO eine französische Version. Bei TimeBomb ging es thematisch um ein SWAT-Team, das verhindern muss, dass Terroristen Anschläge durchführen. Der amerikanische Verlag 	Indie Boards & Cards veröffentlichte 2016 eine neue Version des Spiels unter dem Titel Don't Mess with Cthulhu, während New Board Game Party in Japan das Spiel TimeBomb II veröffentlichte. Tempel des Schreckens wurde auf der Basis von TimeBomb zu den Internationalen Spieltagen 2016 (SPIEL 16) in Essen von Schmidt Spiele veröffentlicht.
Im Mai 2017 wurde Tempel des Schreckens auf die Empfehlungsliste zum Spiel des Jahres 2017 aufgenommen.

## Belege
1. 1 2 3 4 5 6  Offizielle Spielregeln für Tempel des Schreckens auf schmidtspiele.de
2. ↑  Versionen von Don't Mess with Cthulhu / TimeBomb in der Datenbank BoardGameGeek; abgerufen am 3. April 2017.
3. ↑  Tempel des Schreckens in der Spieledatenbank Luding; abgerufen am 3. April 2017.
4. ↑  Tempel des Schreckens auf der Website des Spiel des Jahres e.V.; abgerufen am 22. Mai 2017.